# Paweł Złodziej z Biskupic
Paweł (Paszko) zwany Złodziej, z Biskupic i Pilchowic herbu Niesobia (? – zm. między 1445–1447) – rycerz, uczestnik bitwy pod Grunwaldem, miecznik krakowski, kasztelan małogoski, starosta biecki, kasztelan zawichojski, przez Jana Długosza nazwany rycerzem hiszpańskim.

## Rodzina
Był synem kasztelana bieckiego Pawła zwanego Złodziejem z Pilchowic. Matka pochodziła z rodu Lubowlitów. Miał kilkoro rodzeństwa. Jego ojciec (zm. 1403) poparł elekcję Jadwigi i był stronnikiem Władysława Jagiełły. Przed 1389 wszedł w posiadanie Biskupic  koło Melsztyna (pisał się odtąd z tej wsi). Ponadto posiadał Piekary w powiecie proszowickim. Był także właścicielem domu w Krakowie.

## Kariera
- do 1403 – określany jest jako Paweł Złodziej junior, w odróżnieniu od żyjącego jeszcze ojca,
- 1408 – Król Władysław Jagiełło zapisuje Pawłowi 100 grzywien na wsiach Pilchowice i Biskupice,
- 15 lipca 1410 – bierze udział w bitwie pod Grunwaldem, jako jeden z dziewięciu rycerzy stoi w pierwszym szeregu przed rycerstwem elitarnej chorągwi ziemi krakowskiej (należy do rycerzy przedchorągiewnych). Jan Długosz w Rocznikach podczas opisywania chorągwi wielkiej ziemi krakowskiej wymienia tych rycerzy: W pierwszym szeregu i na czele stanęło w niej wedle dostojeństwa i zasług dziewięciu rycerzy, a mianowicie: Zawisza Czarny z Garbowa herbu Sulima,Jan Farurej herbu Sulima, Florian z Korytnicy herbu Jelita, Domarat z Kobylan z rodu Grzymalitów, Skarbek z Góry herbu Habdank, Paweł Złodziej z Biskupic herbu Niesobia, Jan Warszowski herbu Nałęcz, Stanisław z Charbinowic herbu Sulima i Jaksa z Targowiska herbu Lis[4].

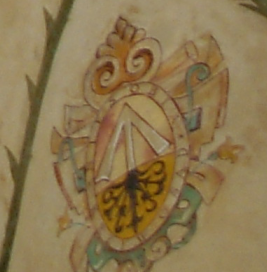
Herb Niesobia - Zamek w Baranowie Sandomierskim

- w latach 1416 – 1426 – występuje z tytułem miecznika krakowskiego, świadkuje na dokumentach królewskich, towarzyszy królowi w podróżach po kraju,
- 1426 - zostaje kasztelanem małogoskim i jednocześnie obejmuje urząd starosty bieckiego[5],
- 1433 – bierze udział w zjeździe w Krakowie, świadkuje na wielkim przywileju Władysława Jagiełły dla szlachty; przywiesza też swą pieczęć z herbem Niesobia do aktu nadania księciu Zygmuntowi dożywotniego zarządu Wielkiego Księstwa Litewskiego,
- 27 lutego 1434 – bierze udział w zjeździe w Korczynie, gdzie zostaje potwierdzona ze strony polskiej unia grodzieńska,
- 1434 – po śmierci Władysława Jagiełły należał do stronników kardynała Zbigniewa Oleśnickiego, a zwłaszcza królowej Zofii. Dzięki królowej ponownie objął starostwo bieckie[6]
- 25 lipca 1434 – wraz z innymi dostojnikami królestwa poręcza, że Władysław III po dojściu do pełnoletności potwierdzi wszystkie przywileje stanowe swych poprzedników,
- 1438 – jako stronnik kardynała Oleśnickiego przystępuje do zawiązanej przez niego konfederacji całej społeczności królestwa polskiego, wymierzonej przeciw ruchowi młodoszlacheckiemu; otrzymuje od króla zgodę na wykupienie za 300 grzywien miasta Wojnicza z wsiami Łopoń i Ratnawy z rąk kasztelana lwowskiego Hryćka,
- 1439 – obejmuje urząd kasztelana zawichojskiego,
- 22 lutego 1440 – przebywa w Krakowie z królem, który w uznaniu zasług zapisuje mu 100 grzywien na dobrach wojnickich,
- 1441 – bierze udział w wyprawie rycerstwa małopolskiego na Węgry[7], zapewne oddał królowi znaczne usługi w walce z opozycją węgierską skoro ten po powrocie do Budy zapisał mu 300 grzywien na tenucie wojnickiej; najpewniej brał udział w całej kampanii węgiersko-tureckiej, gdyż w źródłach polskich spotykamy go dopiero w początkach 1445 r.,
- pod koniec życia Paszko ufundował ołtarz św. Piotra i Pawła w kościele czchowskim, który uposażył trzema łanami i karczmą w Biskupicach oraz domem z ogrodem i słodownią w Czchowie.
- zmarł między 1445–1447[8]

Z małżeństwa z Anną córką Jakuba z Koniecpola herbu Pobóg i Konstancji z Łuczyc herbu Stary Koń (zm. po roku 1467) pozostawił dwóch głuchoniemych synów: Jana i Pawła, oraz dwie córki: Annę, żonę Jana Wojnarowskiego z Wojnarowej i Konstancję, żonę Zawiszy z Kołdrąbu. Córki odziedziczyły majątek po ojcu, a Anna po śmierci matki przejęła opiekę nad upośledzonymi braćmi.